# Астраханський драматичний театр
Астраханський драматичний театр (рос. Астраханский драматический театр) — драматичний театр у обласному центрі Росії місті Астрахані, один із найстаріших театрів країни.

## Загальні дані
Астраханський драматичний театр міститься в історичній будівлі за адресою:
вул. Совєтська, буд. 28, м. Астрахань (Росія).
Нині директором театру є Аншаков Олег Олексійович.

## Історія театру

### Початки театру в Астрахані
Астраханський драматичний театр є одним із найдавніших театральних закладів Росії — збереглися дані, що театральні вистави у місті влвштовували ще у XVIII століття. 
А 1810 року відбувся перший спектакль стаціонарного театру, фундатором одержателем якого був А. Грузинов. В театрі йшли оперетки, трагедії та драми. За 1811 рік було дано 46 вистав, переважно комедійного змісту — так з'явились постановки п'єс А. П. Сумарокова, В. А. Озерова, Д. І. Фонвізіна, Я. Б. Княжнина, І. А. Крилова, Мольєра, П. О. Бомарше. Своїй популярності театр завдячував не в останню чергу капельмайстру І. В. Добровольскому — творцю першого професійного театру в місті. З перемінним успіхом, а подеколи простоюючи по декілька років пусткою, театр у місті існував декілька десятиліть. У 1825 році, наприклад, антрепризу в Астрахані організовував комічний актор П. Воробйов.
Восени 1863 року коштом купця Н. Плотнікова в Астрахані звели нову будівлю театру. Антрепренером було запрошено П. М. Мєдвєдєва, який спромігся утримувати і оперну, і драматичну, і опереткову трупи. 2 жовтня 1883 року відбулося відкриття сезону в новому приміщенні  комічною оперою Одрана «Красне сонечко». Після того, як Мєдвєдєв полишив театр, аж до 1917 року астраханський театр не мав постійної трупи, хоча низку сезонів (1895-1996, 1905-1906, 1913-1914) у театрі працювала трупа антрепренера П. П. Струйського, а напередодні Жовтневої революції театром не без успіху керували актриса В. С. Кряжева, режисер А. І. Канін та М. А. Бєцький. 

### Театр на початку ХХ ст. (до війни)
1918 року головним режисером і художнім керівником Астраханського драматичного театру було призначено Є. О. Любимова-Ланського. Першою постановкою колективу на його чолі стала вистава «Враги» М. Горького. Режисерами театру працювали Бєцький і К. Е. Олігін. Серед найкращих тодішніх акторів — Л. С. Альянова, П. А. Карганов, Є. М. Любін. 
У сезон 1920-1921, що відкрився постановкою п'єси Горького «Дети солнца» у театр перейшов яскравий російський актор П. Н. Орленєв. У 1920—1930-і роки в театрі працювали В. С. Зотова, Н. Г. Максимова, М. М. Белосов, В. Л. Лавров, Т. П. Марвіна, А. М. Петров, режисер З. М. Славянова. Театр поставив п'єси К. А. Тренева, О. Є. Корнійчука, М. Ф. Погодіна, О. М. Афіногєнова, Л. І. Славіна, О. М. Арбузова тощо. Етапними для творчого зростання театру стали спектаклі «Страх» (1932), «Егор Булычев и другие» (1934), «Отелло» (1936), «Маскарад» (1937), «Живой труп» (1938).
У 1940 році театру присвоїли ім'я С. М. Кірова. У репертуарі воєнних років — спектаклі «Ключи Берлина», «Полководец Суворов», «Фельдмаршал Кутузов», «Парень из нашего города», «Русские люди». 

### Театр у повоєнний період
У 1950-ті театром керувала Л. С. Самборська. На афішах — «Варвары», «Гроза», «Порт Артур» А. Степанова та І. Попова, «Годы странствий» Арбузова, «Персональное дело» А. П. Штейна, «Стрекоза» М. Бараташвили. Видне місце у театрі надавалось роботі із зарубіжним класичним матеріалом — «Укрощение строптивой», «Отелло» Шекспіра, «Дон Карлос» Шіллера, «Перед заходом солнца» Г. Гауптмана. Серед найкращих постановок театра — «Горячее сердце» О. Островського (1958), «Оптимистическая трагедия» Вс. Вишневського (1958) у постановці М. Ваковського і «Маскарад» М. Лермонтова (1959) у постановці Н. Вейцера.
У 1960-ті роки в Астраханський драматичний театр було призначено черговим режисером Ю. Юровського. У цей період театр переживав творче піднесення. Спектаклям, створеним режисером, були притаманні сила, яскравість фарб і жвавість («Факир на час» В. Диховичного і М. Слободського, 1961; «Лгунья» М. Мейо і М. Еннекена, 1964; «Цимбелин» Шекспіра, 1964; «Люди, которых я видел» С. Смірного, 1965). У трупі театру в цей час — Л. Є. Шапошникова, О. М. Попов, Н. К. Гарін, І. Н. Черніков, Л. В. Горбунова, Н. В. Нагулова, Б. В. Полиницин та інші. 
У 1970-х роках на сцені театру грались «Раскаленное лето» В. Буличевського (1970), «Бешеные деньги» і «Красавец-мужчина» Островського (1973), «Певец из Лилля» Н. Сотникова (1974), «Дон Карлос» Шіллера (1975), «Энергичные люди» В. Шукшина (1976); працювали режисери А. Образцов, І. Левін, Н. Ешба, художники В. Мелікішвілі, В. Жарков.
1981 року головним режисером театру було призначено В. Я. Александрушкіна. З його приходом репертуар театру збагатився спектаклями за творами сучасних авторів: «Раненые» В. Криленка (1984), «Дым отечества» К. Симонова (1985), «Легенда об актере» С. Калашникова і В. Александрушкіна (1986), «Дефицит» І. Щеголіхіна (1986), «Диктатура совести» М. Шатрова (1987) тощо. У трупі театру працювали артисти Т. Н. Космакова, Ю. М. Черницький, Ю. А. Бірюков, І. А. Слободський, Л. Каменоградська, Н. Четвергов, Є. Григор'єв, Н. Заволокін та інші. 
На початку 1990-х років будівлю театру було закрито на реконструкцію, і актори були змушені працювати на різних майданчиках. З приходом Н. А. Ширяєва на посаду художнього керівника (1997) було піддано ревізії репертуар. У ньому знову з'явились п'єси класичної драматургії — «Сон в летнюю ночь» Шекспіра, «Идиот» за Ф. М. Достоєвським. Зусиллями Ширяєва було поновлено трупу (артисти Н. Антоненко, С. Штукин, Ю. Даутова, В. Курмашов, Г. Пивоварова), набрано групу випускників-студійників. Були поставлені «Семейный портрет с посторонним» С. Лобозерова, «Призрак Александра Вольфа» за романом Г. Газданова, «Времена года (Двенадцать месяцев)» С. Маршака. 1998 року, вперше за останні 40 років, театр з успіхом виступав з гастролями у Москві.

## Виноски
1. ↑  https://ru-monuments.toolforge.org/wikivoyage.php?id=3000540001
2. ↑  Європейська театральна архітектура — Arts and Theatre Institute.
3. ↑  Астраханські театри реконструюють до 450-ліття обласного центра на www.astrakhan.ru (рос.)